# Sebastian Ruf

Sebastian Ruf

Sebastian Ruf (* 23. Jänner 1802 in Absam; † 11. April 1877 in Hall in Tirol) war ein Tiroler Priester, Psychologe und Lokalhistoriker.

## Leben
Er war eines von mehreren Kindern des Amtsschmiedes Josef Ruf und der Theresia Halweis. Sein Vater ermöglichte ihm den Besuch der Lateinschule in Hall und des Gymnasiums in Innsbruck. Da sein Wunsch Medizin zu studieren unerfüllt blieb – in Innsbruck gab es zu dieser Zeit keine medizinische Fakultät und ein Studium im fernen Wien wäre für den Vater nicht zu finanzieren gewesen – begab sich Ruf nach Brixen, um dort Theologie zu studieren. Nach der Priesterweihe wirkte er als Seelsorger in Leutasch und Tobadill. 1837 bewarb er sich um die Stelle des Hauskaplans in der Landes-Irrenanstalt in Hall (heute: Abteilung Psychiatrie und Psychotherapie B des Landeskrankenhauses Hall), die ihm in Ermangelung von weiteren geeigneten Kandidaten auch übertragen wurde. Der tägliche Umgang mit den Kranken regte ihn an, sich näher mit den Ursachen ihres Leidens zu beschäftigen. Durch Selbststudium und genaue Beobachtung konnte er sich im Laufe der Zeit auf dem Gebiet der Seelenheilkunde Kenntnisse aneignen, die ihn befähigten, sich auf diesem Gebiet als Autor zu betätigen. Sein besonderes Interesse galt der um die Mitte des 19. Jahrhunderts sehr kontroversiell diskutierten Frage der Schuldfähigkeit von Straftätern. In späteren Jahren verfasste Ruf auf der Grundlage von Archivforschungen mehrere historische Studien, die auch heute noch ihre Gültigkeit haben. Im Jahre 1870 wurde er mit dem vollen Aktivgehalt in den Ruhestand versetzt und mit dem goldenen Verdienstkreuz des Landes Tirol ausgezeichnet.

## Charakter und Varia
Ruf war ein bescheidener, humorvoller Mensch, ein scharfsinniger Denker und ausgezeichneter Redner, der es verstand, selbst komplizierteste Sachverhalte in kürzester Zeit zu erfassen und zu kommentieren. Wegen seiner geistreichen und prägnanten Formulierungen genoss er in wissenschaftlichen und literarischen Kreisen höchstes Ansehen.
Die Amtskirche beobachtete seine Aktivitäten mit Argwohn. Da er sich aber als Priester gegenüber seinen Vorgesetzten loyal verhielt, ließ man ihn gewähren.
Er pflegte freundschaftliche Kontakte zu Gelehrten und Schriftstellern wie Alois Flir, Adolf Pichler, Ludwig Steub, Georg Schönach und Johannes Schuler, verstand es aber auch, einfache Leute anzusprechen.
Er war der Onkel der Schriftstellerin Walpurga Schindl.

## Werke

### Aphorismen und Anekdoten
Rufs Tätigkeit als Schriftsteller war eine überaus fruchtbare. Erste kleinere Arbeiten erschienen unter dem Pseudonym Peter Lachmann und Paul Einsam im „Volkskalender“. Anderes hat Ruf in eigenen Schriften oder in Zeitungen, besonders in der „Volks- und Schützen-Zeitung“ und im „Tiroler Boten“ veröffentlicht.

### Wissenschaftliche Fachliteratur (Auswahl)
Die Psychischen Zustände (1852)
In den "Psychischen Zuständen" behandelte Ruf organische, psychische und lebensgeschichtlich erworbene Anfälligkeiten für Krankheiten, von denen er annahm, dass sie geeignet seien, die Freiheit des menschlichen Handelns einzuschränken. Als solche hob er die Störungen des Denkvermögens, von diesen wiederum die Sinnestäuschungen, die Triebstörungen und Gefühlsstörungen, besonders hervor. Ruf ging es nicht darum, die noch in den Anfängen steckende medizinische Behandlung von psychisch Kranken einer Kritik zu unterziehen, vielmehr versuchte er – wie er im Vorwort selbst erklärt – bei den Lesern das Bewusstsein zu wecken, dass die Lehre von der Schuldzurechnung im Strafprozess auf einer sehr unsicheren Basis gegründet ist.
Die Delirien (1856)
Den Sinnestäuschungen, die sich in Form von Halluzinationen, Illusionen, Visionen, Phantasien, Träumen, fixen Ideen und ähnlichen Erscheinungen äußern, widmete Ruf ein eigenes Werk, dem er den Titel "Die Delirien" gab. Mit dieser Arbeit leistete er einen wichtigen Beitrag zur Beurteilung von seelischen Zuständen, denen nicht von vorneherein eine krankhafte Qualität beizumessen ist (Ruf bezeichnete sie als „gesteigerte Zustände“ und führte als Beispiele eine überbordende Phantasie oder religiös motivierte Visionen an), die aber, wenn sie „chronisch“ waren und von den Betroffenen nicht mehr als solche wahrgenommen wurden, bei einem Täter die Zurechnungsfähigkeit ausschließen konnten. Im 10. Abschnitt behandelt Ruf "öfters wiederkehrende Exaltationszustände" von Dichtern und Künstlern, die sich zum wirklichen Wahnsinn steigerten. Er nennt über 30 Dichterinnen und Dichter, die dieses Schicksal erlitten.
Die Criminaljustiz, ihre Widersprüche und ihre Zukunft (1870)
Mit der dritten in Druck gelegten Abhandlung versuchte Ruf den mit der Urteilsfindung in Strafprozessen betrauten Geschworenen klarzumachen, dass jede Schuldzuweisung wegen der unüberschaubar großen Zahl von Faktoren, die den freien Willen beeinflussen, von vorneherein zum Scheitern verurteilt ist. Den Richtern unterstellte er, diese Tatsache beharrlich zu ignorieren und ihre starre Theorie durch Berücksichtigung von mildernden Umständen und durch die Anwendung des außerordentlichen Begnadigungsrechts zu kaschieren. Dies hielt er für in höchstem Maße inkonsequent, da es aus seiner Sicht in puncto Verbrechen kein „sowohl als aber“ geben konnte. Er empfahl den Rechtsanwendern daher, die Schuldfrage gänzlich fallen zu lassen und sich künftig nur mehr der Ermittlung der Tat und der Gefährlichkeitsprognose zuzuwenden. Ruf war sich bewusst, dass auch dieses Mittel die Richter und Geschworenen nicht entbindet, sich mit der Psyche des Täters zu beschäftigen, jedoch hielt er die Gefährlichkeit eines Täters für ein bestimmbareres Substrat als das Verschulden (Criminaljustiz, S. 105 f.).
Seine Vorstellungen von der Schuldzuweisung nahmen eine ernstgenommene Position im zeitgenössischen kriminologisch-psychiatrischen Diskurs ein. Sie haben sich nicht durchgesetzt. Sein Bemühen aber, die Frage der strafrechtlichen Zurechnung von verschiedenen Standpunkten her zu ergründen und zu beleuchten, ist noch nicht ganz vergessen. Die von ihm propagierte Gefährlichkeitsprognose ist in einer anderen Form in das Strafgesetz gekommen, als er sich dies vorgestellt hat: Dieses Mittel ersetzt nicht die Schuldzuweisung, sondern gelangt erst dann zur Anwendung, wenn die Entscheidung über die Schuldfrage bereits feststeht, und zwar in dem Sinn, dass dem Täter die strafbare Handlung nicht schuldhaft zuzurechnen ist (§ 21 des österreichischen StGB).

### Lokalhistorische Werke (Auswahl)
- Der Knappenaufstand in Schwaz im Jahre 1525; (1862)
- Chronik von Achenthal; (1865)
- Der Geigenmacher Jakob Stainer von Absam in Tirol 1621–83; (1872, 1892)
- Doktor Johannes Fuchsmagen, Rath des Herzogs Sigmund von Tirol, Kaiser Friedrichs III. und Kaiser Maximilian I.; (1877)